# Wolverhampton Wanderers FC

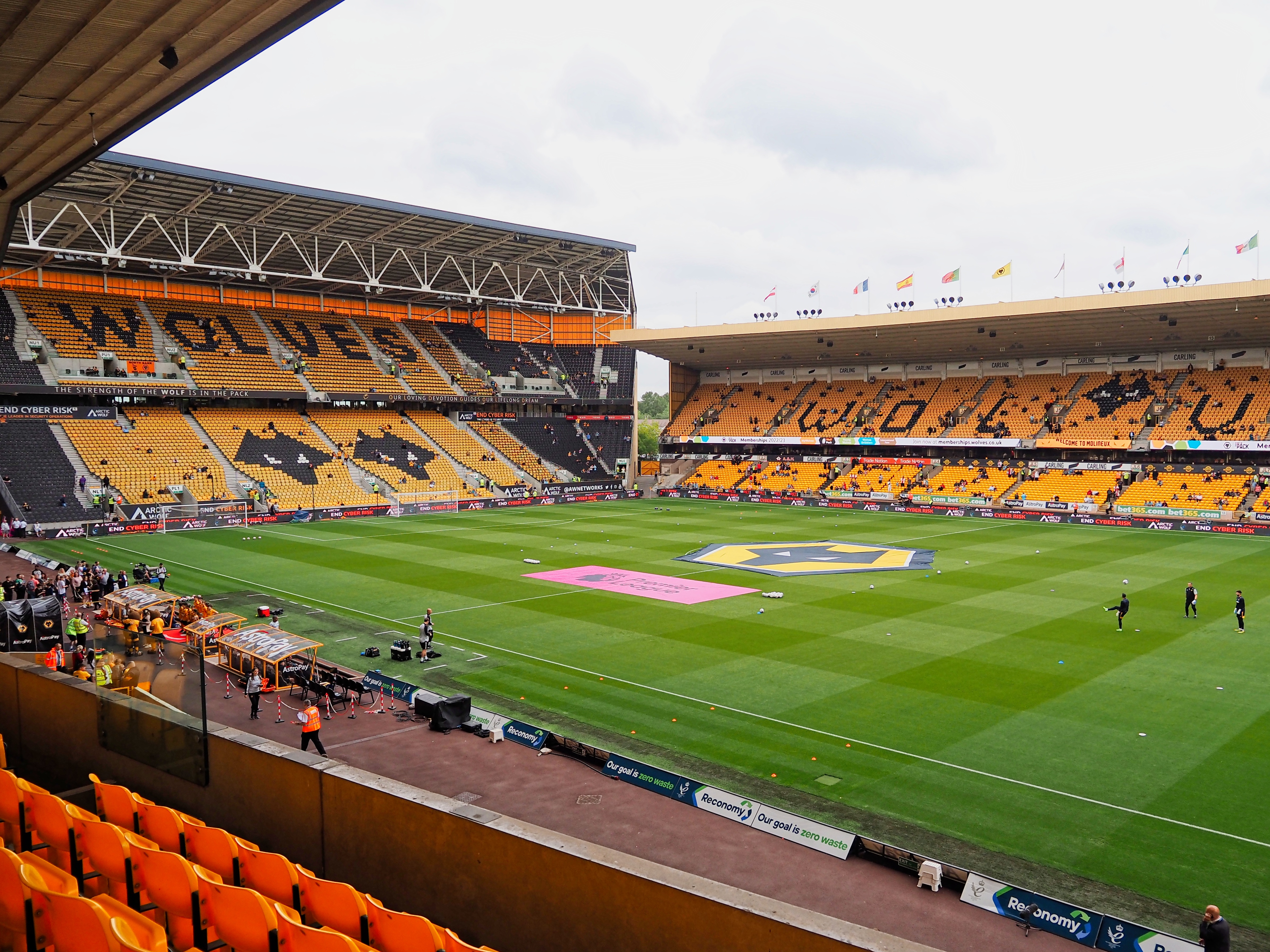
Molineux

Wolverhampton Wanderers FC is een Engelse voetbalclub uit de stad Wolverhampton, die is opgericht in 1877 en sinds 2018 weer uitkomt in de Premier League, de hoogste Engelse divisie. De club speelt haar thuiswedstrijden in het Molineux Stadium.
In de jaren vijftig behaalde de club haar grootste successen. Het werd drie keer Engels landskampioen en won twee keer de FA Cup.
Na 1984 verdween de club voor bijna twintig jaar uit de hoogste klasse, maar werd na één seizoen terug naar de tweede klasse verwezen. In 2009 maakt de club zijn rentree op het hoogste niveau. In 2012 eindigde Wolverhampton op de laatste plaats en degradeerde naar de Championship. In 2013 degradeerde de club opnieuw en moest ze gaan spelen in de League One. Na het seizoen 2013/14 promoveerde de club echter opnieuw naar The Championship.

## Geschiedenis

### Beginjaren
De club werd opgericht als St. Luke's in 1877 door John Baynton en John Brodie nadat een groep studenten van de St. Luke school in Blakenhall, een buurt in Wolverhampton, een voetbal cadeau gekregen had. Twee jaar later fuseerde het team met de voetbal- en cricketclub The Wanderers en werd zo Wolverhampton Wanderers. Het team wordt ook vaak The Wolves genoemd. In 1881 verhuisde de club naar een stadion aan de Dudley Road. In 1888 was de club een van de oprichters van de Football League. Het voetbal was in deze tijd het verst geëvolueerd in Midden-Engeland en er namen geen teams uit de hoofdstad deel. De Wolves eindigden op een respectabele derde plaats en bereikten ook hun eerste finale van de FA Cup. Daarin verloren ze van Preston North End, dat ook al landskampioen geworden was en zo de eerste dubbel in de wereldgeschiedenis binnen haalde. De volgende jaren bleef de club in de subtop. Op 26 maart 1893 wonnen ze hun eerste FA Cup in de finale tegen Everton met 1-0. In de competitie liep het echter minder vlot en een degradatie kwam steeds dichterbij. In 1897/98 werd de club opnieuw derde in de competitie en twee jaar later vierde. De Wolves degradeerden voor de eerste keer uit de First Division in 1905/06.

### Lagere klassen
De volgende seizoenen eindigde de club in de middenmoot, maar verbaasde wel in de FA Cup finale van 1908 door deze te winnen van Newcastle United, dat vierde werd in de hoogste klasse. Het duurde tot 1914/15 vooraleer de club ook maar in de buurt van promotie kwam met een vierde plaats, maar slaagde er niet in te promoveren. Door het uitbreken van de Eerste Wereldoorlog lag de competitie daarna enkele jaren stil.
Na de oorlog bleef de club pover presteren en degradeerde in 1922/23 zelfs voor het eerst naar de derde klasse. Met één punt voorsprong op Rochdale werd de club kampioen en beperkte de afwezigheid in de tweede klasse dus tot één seizoen. Na twee jaar in de subtop viel de club terug op en leek opnieuw op degradatie af te stevenen, maar dan herstelden de Wolves zich en in 1931/32 werd de club kampioen en keerde zo na 26 jaar terug naar de hoogste klasse.

### Glorieperiode
In het eerste seizoen konden de Wolves een degradatie net vermijden en ook de volgende seizoenen waren ze geen hoogvlieger. Pas in 1936/37 trad de club terug in de schijnwerpers door vijfde te eindigen. Het volgende seizoen was de club dicht bij een eerste landstitel. De titelstrijd woedde tot op de laatste speeldag. De Wolves moesten winnen, maar verloren van Sunderland en hierdoor greep Arsenal de titel in extremis. Ook het jaar erop moest de club tevreden zijn met een tweede plaats, dit keer telde Everton wel vier punten voorsprong. Een tweede tegenslag dat seizoen was een verloren bekerfinale tegen underdog Portsmouth. Door de Tweede Wereldoorlog werd het voetbal weer enkele jaren stilgelegd in Engeland.
Na de oorlog ging de club op zijn elan verder en streed opnieuw tot op de laatste speeldag mee om de landstitel. De strijd werd in directe confrontatie gespeeld tegen Liverpool. Deze laatste won met 2-1 en kroonde zich zo kampioen, Manchester United kwam nog op gelijke hoogte met Wolverhampton. Dit werd de laatste wedstrijd van Stan Cullis, die al sinds 1934 voor de club speelde. Cullis nam nu het roer over als trainer en zou dat tot 1964 blijven. Onder zijn leiding behaalde de club zijn grootste successen. In 1949 haalde de club na 41 jaar opnieuw de FA Cup binnen door een 3-1 zege op Leicester City. Na twee subtopseizoenen eindigde de club in 1949/50 bovenaan de rangschikking, maar moest op basis van doelsaldo de titel aan Portsmouth laten. De volgende twee seizoenen waren behoorlijke tegenvallers en de club kon niet eens in de linkertabelhelft eindigen. Onder kapitein Billy Wright klom de club weer naar boven in 1952/53 met een derde plaats. Billy Wright was de eerste speler die meer dan 100 interlands achter zijn naam had staan.
In 1953 werd er kunstlicht geplaatst zodat er ook 's avonds gespeeld kon worden. In deze periode was dat nog niet zo frequent. In de volgende maanden werden er enkele vriendschappelijke wedstrijden gespeeld in kunstlicht tegen onder andere Racing Club de Avellaneda en Spartak Moskou. Een derde wedstrijd volgde tegen Honvéd Boedapest. Het Hongaarse nationale elftal was recent vicewereldkampioen geworden en de Hongaarse clubs hadden dus veel aanzien en bovendien was Honvéd landskampioen geworden. Bij rust stonden de Wolves 0-2 achter en ze wonnen uiteindelijk nog met 3-2. Door deze overwinning werd de club bestempeld als wereldkampioen. Dit was een van de aanleidingen voor een Europees toernooi met landskampioenen dat ook 's avond onder kunstlicht gespeeld zou worden.
Datzelfde jaar was het eindelijk prijs in de competitie en de Wolves claimden voor het eerst de landstitel met vier punten voorsprong op West Bromwich Albion. Het volgende seizoen moest de club Chelsea voor laten gaan en daarna Manchester United. Na een middenmootseizoen werd de club opnieuw kampioen in 1957/58. Hierdoor mocht de club voor het eerst Europees voetbal spelen, maar werd al in de eerste ronde uitgeschakeld door Schalke 04. De titel werd verlengd en de tweede Europese campagne verliep beter. De Wolves bereikten de kwartfinales, waarin ze twee keer een pak slaag kregen van Barcelona. 1959/60 had een magisch seizoen kunnen worden. De Wolves scoorden voor het derde seizoen op rij meer dan 100 doelpunten en konden ook voor de derde keer op rij kampioen worden en de eerste dubbel van de twintigste eeuw winnen. Burnley gooie echter roet in het eten en eindigde met één punt voorsprong op de eerste plaats. Wel won de club voor de vierde keer de FA Cup, in de finale van Blackburn Rovers. In de Europacup II werden de Wolves in de halve finale uitgeschakeld door de Glasgow Rangers. Na nog een derde plaats liep het helemaal mis in 1961/62 waar de club slechts op een achttiende plaats eindigde. De club herstelde zich met een vijfde plaats in het daaropvolgende seizoen.

### Ontslag Cullis en Amerikaans kampioen
In september 1964 werd Stan Cullis na 16 jaar bedankt voor bewezen diensten. Het seizoen was slecht begonnen en de club raakte het hele seizoen niet weg uit de degradatiezone. Twee jaar later werd de club vicekampioen achter Coventry City en maakte zo zijn rentree in de First Division.
In 1967 werd de club door de Amerikaanse United Soccer Association uitgenodigd om een zomerseizoen te komen spelen. Deze competitie, die slechts één seizoen bestond, importeerde twaalf Europese clubs naar twaalf Amerikaanse en Canadese steden. Elke club kreeg een plaatselijke naam en Wolverhampton speelde onder de naam Los Angeles Wolves. De Wolves wonnen de westelijke divisie en speelden tegen de winnaar van de oostelijke divisie, de Washington Whips (het Schotse Aberdeen). Deze competitie fuseerde na dit seizoen met de National Professional Soccer League, die ook in 1967 van start was gegaan en werd zo de North American Soccer League.

### UEFA Cup-finale en laatste jaren eerste klasse
Na drie middelmatige seizoenen werd de club met sterren als Derek Dougan, Kenny Hibbitt en Frank Munro in zijn rangen gedeeld derde met Tottenham in 1970/71. Hierdoor plaatste de club zich voor de allereerste editie van de UEFA Cup. In de eerste twee rondes werden Académica en ADO Den Haag van de tafel geveegd met een 7-1 score over twee wedstrijden. Ook FC Carl Zeiss Jena, Juventus en Ferencváros werden op weg naar de finale verslagen. De tegenstander in de finale was landgenoot Tottenham. De club won de heenwedstrijd en in de terugwedstrijd werd het gelijk, waardoor Tottenham de eerste UEFA Cup in zijn kast mocht steken. Twee jaar later werd de club vijfde en een nieuw UEFA-avontuur werd vroegtijdig gestopt in de tweede ronde door het Oost-Duitse Lokomotive Leipzig. In 1974 won de club wel de finale van de League Cup tegen Manchester City.
In 1975/76 degradeerde club opnieuw, maar keerde als kampioen meteen terug. Nottingham Forest werd derde en promoveerde ook dat jaar. Terwijl Nottingham als promovendus de landstitel voor het eerst en tot dusver enige maal binnen haalde, moest Wolverhampton tevreden zijn met een vijftiende plaats. Nottingham schreef geschiedenis door twee keer op rij de Europacup I te winnen en is daarmee het enige team in Europa dat vaker deze beker won dan de eigen landstitel. Na twee middelmatige seizoenen werden The Wolves zesde in 1979/80, net achter Nottingham en dat seizoen won de club voor de tweede keer in de clubgeschiedenis de League Cup, ten koste van het hoger aangeslagen Nottingham. De club ging nog één keer Europa in, maar werd door PSV meteen uitgeschakeld. Twee seizoenen later was de club terug bij af en werd naar de tweede klasse verwezen. Als vicekampioen maakte de club snel zijn rentree, maar die verliep niet van een leien dakje. De Wolves eindigden laatste met twaalf punten achterstand op voorlaatste Notts County.

### Terugval en heropstanding
De club kreeg te kampen met financiële problemen en het volgende seizoen eindigde al even catastrofaal als het vorige en er volgde een tweede degradatie op rij. Ook in de derde klasse ging het volledig mis en de club werd, nu gedeeld met Swansea City, laatste. Op drie jaar tijd was de club van de top naar de kelder van de Football League gedaald en het faillissement en het einde van de club wenkte. De stad redde de club en in 1986 werd Graham Turner aangesteld als trainer. Onder zijn leiding ging het weer beter met de club. Na een vierde plaats versloeg de club in de eindronde Colchester United, maar ging dan twee keer de boot in tegen Aldershot FC. Het volgende seizoen werd de club met 90 punten kampioen. Dat jaar bereikte de club opnieuw Wembley voor de finale van de Sherpa Van Trophy (Football League Trophy), een beker voor clubs uit lagere klassen. De Wolves speelden de finale tegen Burnley voor de ogen van 80.841 toeschouwers, een record voor deze beker, waarvan 50.000 supporters uit Wolverhampton. De Wolves zijn de enige voormalige landskampioen die ooit de beker wisten te winnen, Burnley en Huddersfield Town waren wel finalist. Ook het volgende seizoen werd de club kampioen en keerde zo terug naar de tweede klasse.
De belangrijkste speler in die tijd was Steve Bull, die was gekocht van West Bromwich Albion. Hij scoorde zoveel goals, dat terwijl hij in de derde divisie speelde, hij toch werd opgeroepen voor het Engelse elftal. Ze haalden net niet de play-offs, waardoor de kans ontglipte dat de club een unieke derde promotie op rij zou behalen. Bull scoorde 306 keer voor de Wolves, waarvan 250 competitiewedstrijden, vooraleer hij op pensioen ging in 1999. Hij is de enige speler van de Wolves die in de laatste kwarteeuw van de twintigste eeuw voor de nationale ploeg speelde.
In 1990 werd de club gekocht door Jack Hayward. Het stadion werd vernieuwd om aan de voorschriften te kunnen voldoen. Na enkele middenmootplaatsen werd in 1994/95 de vierde plaats behaald en hierdoor plaatsten ze zich voor de play-offs waarin de club verloor van Bolton Wanderers. Na een teleurstellende twintigste plaats werd de club het seizoen er op derde en werd in de play-offs verslagen door Crystal Palace.

### Recente geschiedenis
Het duurde tot 2001/02 voordat de club opnieuw de play-offs wist te bereiken, maar ook nu werden ze meteen uitgeschakeld, deze keer door Norwich City. Het daaropvolgende seizoen eindigde de club als vijfde en versloeg het in de promotie play-offs Reading. In de finale, gespeeld op maandag 26 mei 2003 in het Millennium Stadium in Cardiff, won Wolverhampton met 3-0 door treffers van Mark Kennedy, Nathan Blake en Kenny Miller. Daardoor keerde de club na negentien jaar terug in de hoogste afdeling, die sinds 1993 Premier League heette. Daarin wist Wolverhampton geen potten te breken in het seizoen 2003/04: onder leiding van trainer Dave Jones eindigde de club samen met Leeds United en Leicester City op een gedeelde laatste plaats, met slechts 33 punten, waardoor degradatie een feit was.
Het volgende seizoen begon catastrofaal en tegen november leek een tweede degradatie op rij in zicht. Jones werd ontslagen en vervangen voor een maand door Stuart Gray, voordat oud-bondscoach Glenn Hoddle het roer overnam. Onder zijn leiding verloor de club slechts een van de vijfentwintig resterende competitiewedstrijden en de club eindigde uiteindelijk op de negende plaats. Het volgende seizoen deed de club mee in de middenmoot, maar het team straalde weinig passie uit en de tactieken van Hoddle waren soms bizar waardoor de supporters zich tegen hem keerden en dreigden geen nieuw abonnement te nemen als Hoddle niet ontslagen werd. Hoddle liet de eer aan zichzelf en nam ontslag. Het volgende seizoen bereikte de club opnieuw de play-offs en verloor daarin van West Bromwich. In 2007/08 miste de club op een haar na de play-offs.
De club ging verder in op de weg om talentvolle jonge spelers te rekruteren in lagere klassen in plaats van zware investeringen te doen. In 2008/09 had de club de beste competitiestart sinds 1949. Na een gelijkspel tegen Plymouth Argyle won de club zeven keer op rij. De zegereeks werd gestopt door concurrent Reading en enkele speeldagen later won Norwich zelfs met 5-2, waardoor Birmingham City de leidersfakkel overnam. Maar na opnieuw zeven zeges op rij tot aan Kerstmis was de club opnieuw leider. 2009 begon slecht met slechts één overwinning op elf competitiewedstrijden. Er kwam versterking opdagen: Kyel Reid en Nigel Quashie werden voor de rest van het seizoen geleend van West Ham United en Christophe Berra werd voor £2,3 miljoen gekocht van het Schotse Hearts. Birmingham en Reading waren er ondanks de slechte prestaties nog niet in geslaagd om de leiderspositie over te nemen en na een 13 op 15 werd de leiderspositie enkel maar verstevigd. Op 18 april 2009 werd de promotie naar de Premier League veilig gesteld en de club sloot het seizoen af met 90 punten, zeven meer dan eerste achtervolger Birmingham.
Ze behaalden in de Football League First Division een aantal maal de play-offs, maar pas in 2003 zouden ze promoveren naar de Premier League.
Terug in de Premier League behaalden ze slechts acht overwinningen en een totaal van 33 punten, waardoor ze meteen weer degradeerden. Na een slecht begin van het 2004/05 seizoen werd Dave Jones vervangen door Glenn Hoddle. Onder Hoddle verloor de club slechts een van de laatste 25 competitiewedstrijden, maar daar zaten 15 gelijke spelen tussen, waardoor ze slechts negende eindigden.
Op de voorlaatste speeldag van het seizoen 2008-2009 behaalde de club een 1-1 gelijkspel bij Barnsley. Dat volstond voor de titel in de Engelse tweede afdeling. De Wolves spelen vanaf het seizoen 2009-2010 dus opnieuw in de Premier League. In het eerste seizoen kon de club zich handhaven op het hoogste niveau. Wolves eindigden op de 17e plaats (39 punten in totaal) met één punt voorsprong op degradanten Birmingham City en Blackpool. Tijdens het seizoen 2011/12 eindigden de Wolves op de laatste plaats met slechts 25 punten. Dat waren er zes minder dan Blackburn Rovers en elf minder dan Bolton Wanderers. De club keerde na twee jaar terug in de Championship, het op een na hoogste niveau in Engeland. Het moest noodgedwongen sterspelers Matt Jarvis en Steven Fletcher verkopen. Dat geld werd geïnvesteerd in de aankoop van verschillende jonge spelers. Echter eindigde de club op de voorlaatste plaats met 51 punten. Daardoor daalde de club voor het tweede jaar op rij en is het vanaf het seizoen 2013/14 in de Football League One actief. Na het seizoen 2013/14 promoveerden The Wolves echter weer naar de Championship.
Wolverhampton Wanderers werd op 21 juli 2016 overgenomen door de Chinese investeringsmaatschappij Fosun International. Het bedrijf nam de club over voor een bedrag van 45 miljoen pond sterling van Steve Morgan en diens Bridgemere Group. Met het nieuwe geld ging de club de transfermarkt op.
Een van de verrassende aankopen van de club was de Portugese international Rúben Neves, die in de zomer van 2017 voor een recordbedrag in The Championship van 15,8 miljoen pond sterling werd overgenomen van FC Porto. Ook de nieuwe trainer was een Portugees: de op Sao Tomé geboren Nuno, die aantrad als opvolger van Paul Lambert. Hij zette een succesvolle reeks neer. Op zaterdag 14 april 2018 wist Wolverhampton Wanderers na een absentie van zes jaar terug te keren in de Premier League. The Wolves zagen concurrent Fulham gelijkspelen tegen Brentford (1-1), waardoor de club zich verzekerde van een klassering in de toptwee. Uiteindelijk eindigde Wolverhampton als eerste, met een voorsprong van negen punten op achtervolger Cardiff City dat daardoor eveneens promotie afdwong naar de hoogste afdeling van het Engelse profvoetbal.
De terugkeer van Wolverhampton Wanderers naar de Premier League resulteerde in een zevende plaats in hun eerste seizoen. Deze positie leverde hen een plaats op in de UEFA Europa League, voor het eerst sinds seizoen 1980/81, in de tijd dat het toernooi nog UEFA Cup heette. Wolverhampton Wanderers won over twee wedstrijden met 5-3 van Torino tijdens de play-offs in augustus 2019 en bereikte de groepsfase van het toernooi, waar zij tussen september en december 2019 tegen Slovan Bratislava, Braga en Beşiktaş speelden. Na als tweede te zijn geëindigd in de groepsfase en Espanyol te hebben verslagen in de volgende ronde, kwam de ploeg bij de laatste zestien terecht. Hier moesten ze spelen tegen het Griekse Olympiakos Piraeus.

## Erelijst
- Football League First Division: 1954, 1958, 1959
- Football League Second Division/EFL Championship: 1932, 1977, 2009, 2018
- Football League Third Division: 1924 (North), 1989, 2014
- Football League Fourth Division: 1988
- FA Cup: 1893, 1908, 1949, 1960
- Football League Cup: 1974, 1980
- FA Charity Shield: 1949*, 1954*, 1959, 1960* (*: gedeeld)
- Football League Trophy: 1988
- Football League War Cup: 1942
- Texaco Cup: 1971

## Eerste elftal

### Selectie
| Nr.           | Naam                   | Sinds      | Contract   | Vorige club         |
| Doelmannen    | Doelmannen             | Doelmannen | Doelmannen | Doelmannen          |
| ------------- | ---------------------- | ---------- | ---------- | ------------------- |
| 1             | José Sá                | 2021       | 2027       | Olympiakos          |
| 25            | Daniel Bentley         | 2023       | 2025       | Bristol City        |
| 31            | Sam Johnstone          | 2024       | 2028       | Crystal Palace      |
| 40            | Tom King               | 2023       | 2027       | Northampton Town    |
| Verdedigers   |                        |            |            |                     |
| 2             | Matt Doherty           | 2023       | 2026       | Atlético Madrid     |
| 3             | Rayan Aït-Nouri        | 2021       | 2026       | Angers              |
| 4             | Santiago Bueno         | 2023       | 2028       | Girona              |
| 14            | Yerson Mosquera        | 2021       | 2026       | Atlético Nacional   |
| 15            | Craig Dawson           | 2023       | 2025       | West Ham United     |
| 22            | Nélson Semedo          | 2020       | 2025       | Barcelona           |
| 24            | Toti                   | 2020       | 2029       | Estoril             |
| 33            | Bastien Meupiyou       | 2024       | 2029       | Nantes              |
| 37            | Pedro Lima             | 2024       | 2029       | Recife              |
| Middenvelders |                        |            |            |                     |
| 5             | Mario Lemina           | 2023       | 2025       | Nice                |
| 6             | Boubacar Traoré        | 2023       | 2027       | Metz                |
| 7             | André                  | 2024       |            | Fluminense          |
| 8             | João Gomes             | 2023       | 2028       | Flamengo            |
| 19            | Rodrigo Gomes          | 2024       | 2029       | Braga               |
| 20            | Tommy Doyle            | 2023       | 2028       | Manchester City     |
| 27            | Jean-Ricner Bellegarde | 2023       | 2028       | Strasbourg          |
| 39            | Luke Cundle            | 2021       | 2026       |                     |
| Aanvallers    |                        |            |            |                     |
| 9             | Jørgen Strand Larsen   | 2024       | 2025       | Celta de Vigo       |
| 11            | Hee-chan Hwang         | 2022       | 2028       | Leipzig             |
| 12            | Matheus Cunha          | 2023       | 2027       | Atlético Madrid     |
| 18            | Saša Kalajdžić         | 2022       | 2027       | Stuttgart           |
| 21            | Pablo Sarabia          | 2023       | 2025       | Paris Saint-Germain |
| 26            | Carlos Forbs           | 2024       | 2025       | Ajax                |
| 29            | Gonçalo Guedes         | 2022       | 2027       | Valencia            |
| 30            | Enso González          | 2023       | 2029       | Club Libertad       |

Laatste update: 15 september 2024

### Staf
| Functie            | Naam          | Sinds | Contract | Vorige club    |
| ------------------ | ------------- | ----- | -------- | -------------- |
| Hoofdtrainer       | vacant        |       |          |                |
| Assistent-trainers | Ian Burchnall | 2023  |          | Anderlecht     |
| Assistent-trainers | Shaun Derry   | 2023  |          | Crystal Palace |
| Assistent-trainers | Woody Dewar   | 2023  |          | Watford        |
| Assistent-trainers | Tim Jenkins   | 2023  |          | Liverpool –18  |
| Keeperstrainer     | Neil Cutler   | 2023  |          | Aston Villa    |

Laatste update: 15 december 2024

## Overzichtslijsten

### Eindklasseringen
- 1947 3e
First Division
- 1948 5e
First Division
- 1949 6e
First Division
- 1950 2e
First Division
- 1951 14e
First Division
- 1952 16e
First Division
- 1953 3e
First Division
- 1954 1e
First Division
- 1955 2e
First Division
- 1956 3e
First Division
- 1957 6e
First Division
- 1958 1e
First Division
- 1959 1e
First Division
- 1960 2e
First Division
- 1961 3e
First Division
- 1962 18e
First Division
- 1963 5e
First Division
- 1964 16e
First Division
- 1965 21e
First Division
- 1966 6e
Second Division
- 1967 2e
Second Division
- 1968 17e
First Division
- 1969 16e
First Division
- 1970 13e
Second Division
- 1971 4e
Second Division
- 1972 9e
First Division
- 1973 5e
First Division
- 1974 12e
First Division
- 1975 12e
First Division
- 1976 20e
First Division
- 1977 1e
Second Division
- 1978 15e
First Division
- 1979 18e
Second Division
- 1980 6e
Second Division
- 1981 18e
First Division
- 1982 22e
First Division
- 1983 2e
Second Division
- 1984 22e
First Division
- 1985 22e
Second Division
- 1986 23e
Third Division
- 1987 4e
Fourth Division
- 1988 1e
Fourth Division
- 1989 1e
Third Division
- 1990 10e
Second Division
- 1991 12e
Second Division
- 1992 11e
Second Division
- 1993 11e
First Division
- 1994 8e
First Division
- 1995 4e
First Division
- 1996 20e
First Division
- 1997 3e
First Division
- 1998 9e
First Division
- 1999 7e
First Division
- 2000 7e
First Division
- 2001 12e
First Division
- 2002 3e
First Division
- 2003 5e
First Division
- 2004 20e
Premier League
- 2005 9e
Championship
- 2006 7e
Championship
- 2007 5e
Championship
- 2008 7e
Championship
- 2009 1e
Championship
- 2010 15e
Premier League
- 2011 17e
Premier League
- 2012 20e
Premier League
- 2013 23e
Championship
- 2014 1e
League One
- 2015 7e
Championship
- 2016 14e
Championship
- 2017 15e
Championship
- 2018 1e
Championship
- 2019 7e
Premier League
- 2020 7e
Premier League
- 2021 13e
Premier League
- 2022 10e
Premier League
- 2023 13e
Premier League
- 2024 14e
Premier League
- 2025 16e
Premier League

- First Division
- Second Division
- Third Division
- Fourth Division
- Premier League
- Championship
- League One

ⓘ In 1992 invoering van de Premier League en opheffing van de Fourth Division; in 2004 opheffing van de First, Second en Third Division.

### Seizoensresultaten
| 1980–1981 | 18 | 22 | First Division  | 42 | 13 | 9  | 20 | 43–55 | 35  |
| 1981–1982 | 21 | 22 | First Division  | 42 | 10 | 10 | 22 | 32–63 | 40  |
| 1982–1983 | 2  | 22 | Second Division | 42 | 20 | 15 | 7  | 68–44 | 75  |
| 1983–1984 | 22 | 22 | First Division  | 42 | 6  | 11 | 25 | 27–80 | 29  |
| 1984–1985 | 22 | 22 | Second Division | 42 | 8  | 9  | 25 | 37–79 | 33  |
| 1985–1986 | 23 | 24 | Third Division  | 46 | 11 | 10 | 25 | 57–98 | 43  |
| 1986–1987 | 4  | 24 | Fourth Division | 46 | 24 | 7  | 15 | 69–50 | 79  |
| 1987–1988 | 1  | 24 | Fourth Division | 46 | 27 | 9  | 10 | 82–43 | 90  |
| 1988–1989 | 1  | 24 | Third Division  | 46 | 26 | 14 | 6  | 96–49 | 92  |
| 1989–1990 | 10 | 24 | Second Division | 46 | 18 | 13 | 15 | 67–60 | 67  |
| 1990–1991 | 12 | 24 | Second Division | 46 | 13 | 19 | 14 | 63–63 | 58  |
| 1991–1992 | 11 | 24 | Second Division | 46 | 18 | 10 | 18 | 61–54 | 64  |
| 1992–1993 | 11 | 24 | First Division  | 46 | 16 | 13 | 17 | 57–56 | 61  |
| 1993–1994 | 8  | 24 | First Division  | 46 | 17 | 17 | 12 | 60–47 | 68  |
| 1994–1995 | 4  | 24 | First Division  | 46 | 21 | 13 | 12 | 77–61 | 76  |
| 1995–1996 | 20 | 24 | First Division  | 46 | 13 | 16 | 17 | 56–62 | 55  |
| 1996–1997 | 3  | 24 | First Division  | 46 | 22 | 10 | 14 | 68–51 | 76  |
| 1997–1998 | 9  | 24 | First Division  | 46 | 18 | 11 | 17 | 57–53 | 65  |
| 1998–1999 | 7  | 24 | First Division  | 46 | 19 | 16 | 11 | 64–43 | 73  |
| 1999–2000 | 7  | 24 | First Division  | 46 | 21 | 11 | 14 | 64–48 | 74  |
| 2000–2001 | 12 | 24 | First Division  | 46 | 14 | 13 | 19 | 45–48 | 55  |
| 2001–2002 | 3  | 24 | First Division  | 46 | 25 | 11 | 10 | 76–43 | 86  |
| 2002–2003 | 5  | 24 | First Division  | 46 | 20 | 16 | 10 | 81–44 | 76  |
| 2003–2004 | 20 | 20 | Premier League  | 38 | 7  | 12 | 19 | 38–77 | 33  |
| 2004–2005 | 9  | 24 | Championship    | 46 | 15 | 21 | 10 | 72–59 | 66  |
| 2005–2006 | 7  | 24 | Championship    | 46 | 16 | 19 | 11 | 50–42 | 67  |
| 2006–2007 | 5  | 24 | Championship    | 46 | 22 | 10 | 14 | 59–56 | 76  |
| 2007–2008 | 7  | 24 | Championship    | 46 | 18 | 16 | 12 | 53–48 | 70  |
| 2008–2009 | 1  | 24 | Championship    | 46 | 27 | 9  | 10 | 80–52 | 90  |
| 2009–2010 | 15 | 20 | Premier League  | 38 | 9  | 11 | 18 | 32–56 | 38  |
| 2010–2011 | 17 | 20 | Premier League  | 38 | 11 | 7  | 20 | 46–66 | 40  |
| 2011–2012 | 20 | 20 | Premier League  | 38 | 5  | 10 | 23 | 40–82 | 25  |
| 2012–2013 | 23 | 24 | Championship    | 46 | 14 | 9  | 23 | 55–69 | 51  |
| 2013–2014 | 1  | 24 | League One      | 46 | 31 | 10 | 5  | 89–31 | 103 |
| 2014–2015 | 7  | 24 | Championship    | 46 | 22 | 12 | 12 | 70–56 | 78  |
| 2015–2016 | 14 | 24 | Championship    | 46 | 14 | 16 | 16 | 53–58 | 58  |
| 2016–2017 | 15 | 24 | Championship    | 46 | 16 | 10 | 20 | 54–58 | 58  |
| 2017–2018 | 1  | 24 | Championship    | 46 | 30 | 9  | 7  | 82–39 | 99  |
| 2018–2019 | 7  | 20 | Premier League  | 38 | 16 | 9  | 13 | 47–46 | 57  |
| 2019–2020 | 7  | 20 | Premier League  | 38 | 15 | 14 | 9  | 51–40 | 59  |
| 2020–2021 | 13 | 20 | Premier League  | 38 | 12 | 9  | 17 | 51–40 | 45  |
| 2021–2022 | 10 | 20 | Premier League  | 38 | 15 | 6  | 17 | 38–43 | 51  |
| 2022–2023 | 13 | 20 | Premier League  | 38 | 11 | 8  | 19 | 31-58 | 41  |
| 2023–2024 | 14 | 20 | Premier League  | 38 | 13 | 7  | 18 | 50-65 | 46  |

### Wolves in Europa
Wolverhampton Wanderers FC speelt sinds 1958 in diverse Europese competities. Hieronder staan de competities en in welke seizoenen de club deelnam:
- Europacup I (2×)

1958/59, 1959/60
- UEFA Europa League (1×)

2019/20
- European Cup Winners Cup (1×)

1960/61
- UEFA Cup (4×)

1971/72, 1973/74, 1974/75, 1980/81

## Bekende (oud-)Wolves

### Spelers
- Ivan Cavaleiro
- Conor Coady
- Jelle Van Damme
- Mark Davies
- Leander Dendoncker
- Adam Federici
- Steven Fletcher
- Diego Costa
- Grant Holt
- Paul Ince
- Raúl Jiménez
- David Jones
- Paul Jones
- Diogo Jota
- Robbie Keane
- Temoeri Ketsbaia
- Rajiv van La Parra
- João Moutinho
- Rúben Neves
- Rui Patrício
- Nélson Semedo
- Adama Traoré
- Dorus de Vries
- John de Wolf

### Trainers
| Van        | Tot        | Naam                | D   | W   | G   | V   |
| ---------- | ---------- | ------------------- | --- | --- | --- | --- |
| 09.08.2023 | 15.12.2024 | Gary O'Neil         |     |     |     |     |
| 14.11.2022 | 08.08.2023 | Julen Lopetegui     |     |     |     |     |
| 03.10.2022 | 14.11.2022 | Steve Davis         |     |     |     |     |
| 09.06.2021 | 02.10.2022 | Bruno Lage          |     |     |     |     |
| 31.05.2017 | 01.06.2021 | Nuno Espírito Santo |     |     |     |     |
| 06.11.2016 | 30.05.2017 | Paul Lambert        |     |     |     |     |
| 25.10.2016 | 05.11.2016 | Rob Edwards         |     |     |     |     |
| 30.07.2016 | 25.10.2016 | Walter Zenga        |     |     |     |     |
| 01.06.2013 | 30.06.2015 | Kenny Jackett       |     |     |     |     |
| 06.01.2013 | 07.05.2013 | Dean Saunders       |     |     |     |     |
| 01.07.2012 | 05.01.2013 | Ståle Solbakken     |     |     |     |     |
| 24.02.2012 | 30.06.2012 | Terry Connor        |     |     |     |     |
| 21.07.2006 | 13.02.2012 | Mick McCarthy       |     |     |     |     |
| 07.12.2004 | 30.06.2006 | Glenn Hoddle        |     |     |     |     |
| 03.01.2001 | 31.10.2004 | Dave Jones          |     |     |     |     |
| 05.11.1998 | 17.12.2000 | Colin Lee           |     |     |     |     |
| 13.12.1995 | 04.11.1998 | Mark McGhee         |     |     |     |     |
| 15.03.1994 | 30.11.1995 | Graham Taylor       |     |     |     |     |
| 07.10.1986 | 16.03.1994 | Graham Turner       |     |     |     |     |
| 01.07.1986 | 30.09.1986 | Brian Little        |     |     |     |     |
| 01.07.1984 | 30.06.1985 | Tommy Docherty      |     |     |     |     |
| 01.07.1982 | 30.06.1984 | Graham Hawkins      |     |     |     |     |
| 15.01.1982 | 30.06.1982 | Ian Greaves         |     |     |     |     |
| 01.07.1978 | 31.01.1982 | John Barnwell       |     |     |     |     |
| 01.07.1977 | 12.11.1978 | Cyril Chung         |     |     |     |     |
| 01.07.1968 | 30.06.1976 | Bill McGarry        | 358 | 135 | 101 | 122 |
| 01.03.1965 | 30.06.1968 | Ronnie Allen        |     |     |     |     |
| 01.07.1964 | 30.06.1965 | Andy Beattie        |     |     |     |     |
| 01.07.1948 | 30.09.1964 | Stan Cullis         |     |     |     |     |
| 01.07.1927 | 30.06.1944 | Frank Buckley       |     |     |     |     |